# Redshift (program)
Redshift este o aplicație care ajustează temperatura de culoare a monitorului calculatorului în funcție de perioada zilei.  